# Pociñas
Pociñas es una aldea española situada en la parroquia de Vizoño, del municipio de Abegondo, en la provincia de La Coruña, Galicia. Tiene una población estimada, en 2020, de 23 habitantes.

## Demografía
| Gráfica de evolución demográfica de Pociñas entre 1999 y 2020 |
|                                                               |
| Datos según el nomenclátor publicado por el INE.              |